# Format Standard Parasitic Exchange

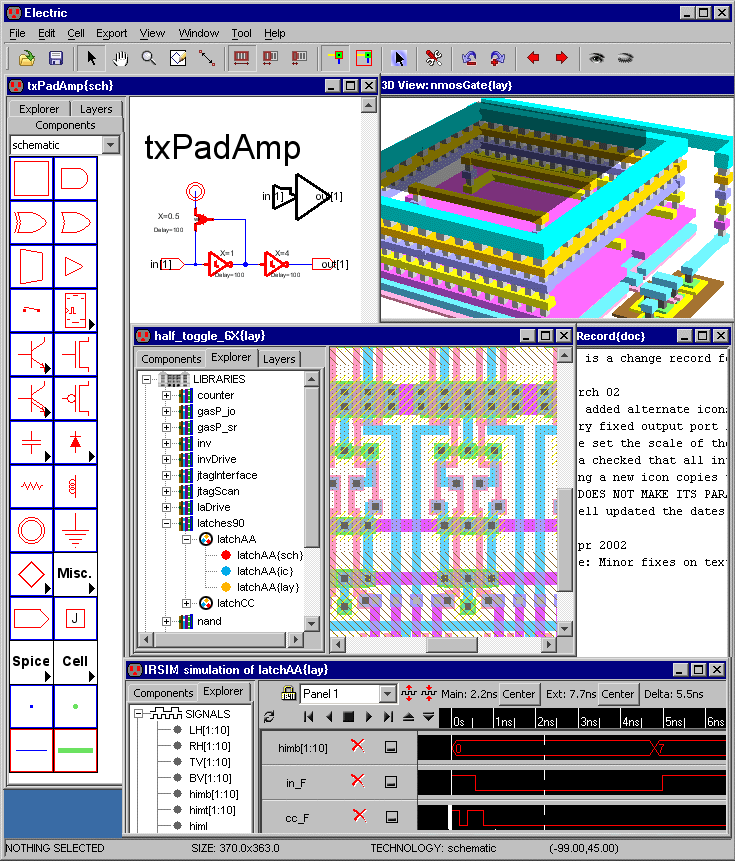
Captura de pantalla de programari amb LVS.

Standard Parasitic Exchange Format (amb acrònim anglès SPEF) és un estàndard IEEE per representar dades paràsits de cables en un xip en format ASCII. Els cables no ideals tenen resistència i capacitat parasitàries que són capturades per SPEF. Aquests cables també tenen inductància que no està inclosa a SPEF. SPEF s'utilitza per al càlcul del retard i per garantir la integritat del senyal d'un xip que finalment determina la seva velocitat d'operació.
L'especificació de SPEF forma part de l'estàndard IEEE 1481-1999 per al sistema de càlcul de retard i potència de circuit integrat (IC). La darrera versió de SPEF forma part de l'estàndard IEEE 1481-2019 per a l'arquitectura de biblioteca oberta de circuits integrats (IC) (OLA).
L'SPEF s'extreu després del traçat a l'etapa de posicionat i rutat. Això ajuda en el càlcul precís de l'anàlisi de caiguda d'IR i altres anàlisis després del traçat. Aquest fitxer conté els paràmetres R i C en funció de la col·locació d'una fitxa/bloc i del traçat entre les cel·les col·locades.
SPEF (Standard Parasitic Extraction Format) està documentat al capítol 9 de IEEE 1481-1999. S'han documentat diversos mètodes per descriure els paràsits, però només estem discutint alguns d'importants.
Un fitxer SPEF típic tindrà 4 seccions principals:
- una secció de capçalera,
- una secció de mapa de noms,
- una secció de port de nivell superior, i
- la secció principal de descripció dels paràsits.[4]

Exemple d'eines programari d'extracció de paràsits:
ANSYS Q3D Extractor, FastCap i FastHenry, de MIT, StarRC de Synopsys, Quantus de Cadence, CapExt de CapExt AS, Fieldscale SENSE de Fieldscale.